# Presidential Cycling Tour of Turkey 2018
Presidential Cycling Tour of Turkey 2018 – 54. edycja wyścigu kolarskiego Presidential Cycling Tour of Turkey, która odbyła się w dniach od 9 do 14 października 2018 na liczącej 950 kilometrów trasie składającej się z 6 etapów, biegnącej z Konyi do Stambułu. Impreza kategorii 2.UWT była częścią UCI World Tour 2018.

## Etapy
| Etap | Data   | Start – Meta       | type     | Dystans (km) | Zwycięzca etapu     | Lider               |
| ---- | ------ | ------------------ | -------- | ------------ | ------------------- | ------------------- |
| 1    | 9 paź  | Konya – Konya      | górzysty | 149,7        | Maximiliano Richeze | Maximiliano Richeze |
| 2    | 10 paź | Alanya – Antalya   | płaski   | 154,1        | Sam Bennett         | Sam Bennett         |
| 3    | 11 paź | Fethiye – Marmaris | górski   | 137          | Sam Bennett         | Sam Bennett         |
| 4    | 12 paź | Marmaris – Selçuk  | górski   | 206,7        | Aleksiej Łucenko    | Aleksiej Łucenko    |
| 5    | 13 paź | Selçuk – Manisa    | górzysty | 136,5        | Álvaro Hodeg        | Aleksiej Łucenko    |
| 6    | 14 paź | Bursa – Stambuł    | płaski   | 166          | Sam Bennett         | Eduard Prades       |

## Uczestnicy

### Drużyny
| WorldTeams (9)- Astana - Bahrain-Merida - BMC Racing Team - Bora-Hansgrohe - Quick-Step Floors - Katusha-Alpecin - Team Sunweb - Trek-Segafredo - UAE Team Emirates Professional continental teams (10)- Burgos-BH - Caja Rural-Seguros RGA - CCC Sprandi Polkowice - Delko-Marseille Provence-KTM - Euskadi Basque Country-Murias - Gazprom-RusVelo - Manzana Postobón - Sport Vlaanderen-Baloise - WB-Aqua Protect-Veranclassic - Wilier Triestina-Selle Italia Reprezentacja- Turcja |
| |

### Lista startowa
| UAE Team Emirates UAD | UAE Team Emirates UAD              | UAE Team Emirates UAD |
| --------------------- | ---------------------------------- | --------------------- |
| Nr                    | Kolarz                             | Miejsce               |
| 1                     | Diego Ulissi (ITA)                 | 4.                    |
| 2                     | Sven Erik Bystrøm (NOR)            | 133.                  |
| 3                     | Simone Consonni (ITA)              | 73.                   |
| 4                     | Valerio Conti (ITA)                | 106.                  |
| 5                     | Kristijan Đurasek (CRO)            | 32.                   |
| 6                     | Vegard Stake Laengen (NOR) (szosa) | 83.                   |
| 7                     | Przemysław Niemiec (POL)           | 125.                  |

| Astana AST | Astana AST                     | Astana AST |
| ---------- | ------------------------------ | ---------- |
| Nr         | Kolarz                         | Miejsce    |
| 11         | Żandos Biżygitow (KAZ)         | 77.        |
| 12         | Daniił Fominych (KAZ)          | 36.        |
| 13         | Jewgienij Gidicz (KAZ)         | 78.        |
| 14         | Aleksiej Łucenko (KAZ) (szosa) | 2.         |
| 15         | Moreno Moser (ITA)             | 101.       |
| 16         | Rusłan Tleubajew (KAZ)         | 109.       |
| 17         | Artiom Zacharow (KAZ)          | DNF-5      |

| Bahrain-Merida TBM | Bahrain-Merida TBM         | Bahrain-Merida TBM |
| ------------------ | -------------------------- | ------------------ |
| Nr                 | Kolarz                     | Miejsce            |
| 21                 | Grega Bole (SLO)           | 110.               |
| 22                 | Iván García Cortina (ESP)  | DNF-4              |
| 23                 | Heinrich Haussler (AUS)    | 39.                |
| 24                 | Ramūnas Navardauskas (LTU) | 100.               |
| 25                 | Domen Novak (SLO)          | 53.                |
| 26                 | Mark Padun (UKR)           | 48.                |
| 27                 | David Per (SLO)            | 119.               |

| BMC Racing Team BMC | BMC Racing Team BMC       | BMC Racing Team BMC |
| ------------------- | ------------------------- | ------------------- |
| Nr                  | Kolarz                    | Miejsce             |
| 31                  | Patrick Bevin (NZL)       | 46.                 |
| 32                  | Tom Bohli (SUI)           | 69.                 |
| 33                  | Brent Bookwalter (USA)    | 12.                 |
| 34                  | Jean-Pierre Drucker (LUX) | 52.                 |
| 35                  | Kilian Frankiny (SUI)     | 11.                 |
| 36                  | Nicolas Roche (IRL)       | 10.                 |
| 37                  | Danilo Wyss (SUI)         | 74.                 |

| Bora-Hansgrohe BOH | Bora-Hansgrohe BOH              | Bora-Hansgrohe BOH |
| ------------------ | ------------------------------- | ------------------ |
| Nr                 | Kolarz                          | Miejsce            |
| 41                 | Sam Bennett (IRL)               | 91.                |
| 42                 | Maciej Bodnar (POL)             | 104.               |
| 43                 | Jay McCarthy (AUS)              | 118.               |
| 44                 | Matteo Pelucchi (ITA)           | 121.               |
| 45                 | Lukas Pöstlberger (AUT) (szosa) | 23.                |
| 46                 | Juraj Sagan (SVK)               | 98.                |
| 47                 | Aleksejs Saramotins (LAT)       | 95.                |

| Quick-Step Floors QST | Quick-Step Floors QST     | Quick-Step Floors QST |
| --------------------- | ------------------------- | --------------------- |
| Nr                    | Kolarz                    | Miejsce               |
| 51                    | Tim Declercq (BEL)        | 27.                   |
| 52                    | Fernando Gaviria (COL)    | DNS-2                 |
| 53                    | Álvaro Hodeg (COL)        | 72.                   |
| 54                    | Iljo Keisse (BEL)         | 108.                  |
| 55                    | James Knox (GBR)          | 20.                   |
| 56                    | Maximiliano Richeze (ARG) | 102.                  |
| 57                    | Zdeněk Štybar (CZE)       | 54.                   |

| Katusha-Alpecin TKA | Katusha-Alpecin TKA      | Katusha-Alpecin TKA |
| ------------------- | ------------------------ | ------------------- |
| Nr                  | Kolarz                   | Miejsce             |
| 61                  | Maksim Bielkow (RUS)     | 93.                 |
| 62                  | Steff Cras (BEL)         | 47.                 |
| 63                  | Matteo Fabbro (ITA)      | 8.                  |
| 64                  | Nathan Haas (AUS)        | 3.                  |
| 66                  | Reto Hollenstein (SUI)   | 19.                 |
| 67                  | Mads Würtz Schmidt (DEN) | 124.                |

| Team Sunweb SUN | Team Sunweb SUN           | Team Sunweb SUN |
| --------------- | ------------------------- | --------------- |
| Nr              | Kolarz                    | Miejsce         |
| 71              | Nikias Arndt (GER)        | 31.             |
| 73              | Johannes Fröhlinger (GER) | 61.             |
| 74              | Laurens ten Dam (NED)     | 65.             |
| 75              | Mike Teunissen (NED)      | 13.             |
| 76              | Edward Theuns (BEL)       | 60.             |
| 77              | Louis Vervaeke (BEL)      | 67.             |

| Trek-Segafredo TFS | Trek-Segafredo TFS    | Trek-Segafredo TFS |
| ------------------ | --------------------- | ------------------ |
| Nr                 | Kolarz                | Miejsce            |
| 81                 | Koen de Kort (NED)    | 58.                |
| 82                 | John Degenkolb (GER)  | 68.                |
| 83                 | Fabio Felline (ITA)   | 5.                 |
| 84                 | Tsgabu Grmay (ETH)    | 43.                |
| 85                 | Ruben Guerreiro (POR) | 6.                 |
| 86                 | Kiel Reijnen (USA)    | 59.                |
| 87                 | Boy van Poppel (NED)  | 107.               |

| Burgos-BH BBH | Burgos-BH BBH         | Burgos-BH BBH |
| ------------- | --------------------- | ------------- |
| Nr            | Kolarz                | Miejsce       |
| 91            | Jetse Bol (NED)       | 63.           |
| 92            | Óscar Cabedo (ESP)    | 33.           |
| 93            | Jorge Cubero (ESP)    | 62.           |
| 94            | José Mendes (POR)     | 26.           |
| 95            | Diego Rubio (ESP)     | 99.           |
| 96            | Nícolas Sessler (BRA) | 84.           |
| 97            | James Mitri (NZL)     | 51.           |

| Caja Rural-Seguros RGA CJR | Caja Rural-Seguros RGA CJR | Caja Rural-Seguros RGA CJR |
| -------------------------- | -------------------------- | -------------------------- |
| Nr                         | Kolarz                     | Miejsce                    |
| 101                        | Sergio Pardilla (ESP)      | 24.                        |
| 102                        | Rafael Reis (POR)          | 57.                        |
| 103                        | Jon Irisarri (ESP)         | 96.                        |
| 104                        | Joaquim Silva (POR)        | 70.                        |
| 105                        | Gonzalo Serrano (ESP)      | 25.                        |
| 106                        | Fabricio Ferrari (URU)     | 21.                        |
| 107                        | Josu Zabala (ESP)          | 41.                        |

| CCC Sprandi Polkowice CCC | CCC Sprandi Polkowice CCC | CCC Sprandi Polkowice CCC |
| ------------------------- | ------------------------- | ------------------------- |
| Nr                        | Kolarz                    | Miejsce                   |
| 111                       | Amaro Antunes (POR)       | 38.                       |
| 112                       | Paweł Bernas (POL)        | 116.                      |
| 113                       | Kamil Gradek (POL)        | 94.                       |
| 114                       | Michał Paluta (POL)       | 88.                       |
| 115                       | Szymon Sajnok (POL)       | 92.                       |
| 116                       | Piotr Brożyna (POL)       | 30.                       |
| 117                       | Paweł Cieślik (POL)       | 44.                       |

| Delko-Marseille Provence-KTM DMP | Delko-Marseille Provence-KTM DMP | Delko-Marseille Provence-KTM DMP |
| -------------------------------- | -------------------------------- | -------------------------------- |
| Nr                               | Kolarz                           | Miejsce                          |
| 121                              | Delio Fernández (ESP)            | 7.                               |
| 122                              | Julien Trarieux (FRA)            | 42.                              |
| 123                              | Brenton Jones (AUS)              | 82.                              |
| 124                              | Nikołaj Michajłow (BUL)          | 134.                             |
| 125                              | Przemysław Kasperkiewicz (POL)   | 112.                             |
| 126                              | Javier Moreno (ESP)              | 50.                              |
| 127                              | Mauro Finetto (ITA)              | 9.                               |

| Euskadi-Murias EUS | Euskadi-Murias EUS           | Euskadi-Murias EUS |
| ------------------ | ---------------------------- | ------------------ |
| Nr                 | Kolarz                       | Miejsce            |
| 131                | Ander Barrenetxea (ESP)      | 129.               |
| 132                | Mikel Aristi (ESP)           | 76.                |
| 133                | Enrique Sanz (ESP)           | 90.                |
| 134                | Sergio Rodríguez Reche (ESP) | 122.               |
| 135                | Eduard Prades (ESP)          | 1.                 |
| 136                | Fernando Barceló (ESP)       | 103.               |
| 137                | Beñat Txoperena (ESP)        | 115.               |

| Gazprom-RusVelo GAZ | Gazprom-RusVelo GAZ      | Gazprom-RusVelo GAZ |
| ------------------- | ------------------------ | ------------------- |
| Nr                  | Kolarz                   | Miejsce             |
| 141                 | Iwan Rowny (RUS) (szosa) | 18.                 |
| 142                 | Igor Bojew (RUS)         | 86.                 |
| 143                 | Stiepan Kurjanow (RUS)   | 85.                 |
| 144                 | Dmitrij Kozonczuk (RUS)  | 66.                 |
| 145                 | Nikołaj Trusow (RUS)     | 71.                 |
| 146                 | Siergiej Szyłow (RUS)    | 37.                 |
| 147                 | Aleksandr Porsiew (RUS)  | 81.                 |

| Manzana Postobón MZN | Manzana Postobón MZN   | Manzana Postobón MZN |
| -------------------- | ---------------------- | -------------------- |
| Nr                   | Kolarz                 | Miejsce              |
| 151                  | Fabio Duarte (COL)     | 29.                  |
| 152                  | Yecid Sierra (COL)     | 111.                 |
| 153                  | Hernán Aguirre (COL)   | 14.                  |
| 154                  | Aldemar Reyes (COL)    | 123.                 |
| 155                  | Jhojan García (COL)    | 34.                  |
| 156                  | Ricardo Vilela (POR)   | 45.                  |
| 157                  | Fernando Orjuela (COL) | 16.                  |

| Sport Vlaanderen-Baloise SVB | Sport Vlaanderen-Baloise SVB | Sport Vlaanderen-Baloise SVB |
| ---------------------------- | ---------------------------- | ---------------------------- |
| Nr                           | Kolarz                       | Miejsce                      |
| 161                          | Aimé De Gendt (BEL)          | 55.                          |
| 162                          | Kevin Deltombe (BEL)         | 17.                          |
| 163                          | Christophe Noppe (BEL)       | 75.                          |
| 164                          | Thomas Sprengers (BEL)       | 15.                          |
| 165                          | Mathias Van Gompel (BEL)     | 28.                          |
| 166                          | Preben Van Hecke (BEL)       | 130.                         |
| 167                          | Kenneth Van Rooy (BEL)       | 80.                          |

| WB-Aqua Protect-Veranclassic WVA | WB-Aqua Protect-Veranclassic WVA | WB-Aqua Protect-Veranclassic WVA |
| -------------------------------- | -------------------------------- | -------------------------------- |
| Nr                               | Kolarz                           | Miejsce                          |
| 171                              | Christophe Masson (FRA)          | 40.                              |
| 172                              | Justin Jules (FRA)               | 56.                              |
| 173                              | Alex Kirsch (LUX)                | 97.                              |
| 174                              | Eliot Lietaer (BEL)              | 35.                              |
| 175                              | Julien Mortier (BEL)             | 87.                              |
| 176                              | Dimitri Peyskens (BEL)           | 22.                              |
| 177                              | Julien Stassen (BEL)             | 127.                             |

| Wilier Triestina-Selle Italia WIL | Wilier Triestina-Selle Italia WIL | Wilier Triestina-Selle Italia WIL |
| --------------------------------- | --------------------------------- | --------------------------------- |
| Nr                                | Kolarz                            | Miejsce                           |
| 181                               | Simone Bevilacqua (ITA)           | 128.                              |
| 182                               | Marco Coledan (ITA)               | 132.                              |
| 183                               | Luca Pacioni (ITA)                | 105.                              |
| 184                               | Liam Bertazzo (ITA)               | 117.                              |
| 185                               | Filippo Pozzato (ITA)             | 113.                              |
| 186                               | Massimo Rosa (ITA)                | 114.                              |
| 187                               | Eugert Zhupa (ALB)                | 126.                              |

| Turcja TUR | Turcja TUR          | Turcja TUR |
| ---------- | ------------------- | ---------- |
| Nr         | Kolarz              | Miejsce    |
| 191        | Ahmet Örken         | 79.        |
| 192        | Nazim Bakırcı       | 64.        |
| 193        | Muhammet Atalay     | 135.       |
| 194        | Onur Balkan (szosa) | 89.        |
| 195        | Ahmet Akdilek       | 120.       |
| 196        | Feritcan Şamlı      | 131.       |
| 197        | Mustafa Sayar       | 49.        |

| UAE Team Emirates UAD | UAE Team Emirates UAD              | UAE Team Emirates UAD |
| --------------------- | ---------------------------------- | --------------------- |
| Nr                    | Kolarz                             | Miejsce               |
| 1                     | Diego Ulissi (ITA)                 | 4.                    |
| 2                     | Sven Erik Bystrøm (NOR)            | 133.                  |
| 3                     | Simone Consonni (ITA)              | 73.                   |
| 4                     | Valerio Conti (ITA)                | 106.                  |
| 5                     | Kristijan Đurasek (CRO)            | 32.                   |
| 6                     | Vegard Stake Laengen (NOR) (szosa) | 83.                   |
| 7                     | Przemysław Niemiec (POL)           | 125.                  |

| Astana AST | Astana AST                     | Astana AST |
| ---------- | ------------------------------ | ---------- |
| Nr         | Kolarz                         | Miejsce    |
| 11         | Żandos Biżygitow (KAZ)         | 77.        |
| 12         | Daniił Fominych (KAZ)          | 36.        |
| 13         | Jewgienij Gidicz (KAZ)         | 78.        |
| 14         | Aleksiej Łucenko (KAZ) (szosa) | 2.         |
| 15         | Moreno Moser (ITA)             | 101.       |
| 16         | Rusłan Tleubajew (KAZ)         | 109.       |
| 17         | Artiom Zacharow (KAZ)          | DNF-5      |

| Bahrain-Merida TBM | Bahrain-Merida TBM         | Bahrain-Merida TBM |
| ------------------ | -------------------------- | ------------------ |
| Nr                 | Kolarz                     | Miejsce            |
| 21                 | Grega Bole (SLO)           | 110.               |
| 22                 | Iván García Cortina (ESP)  | DNF-4              |
| 23                 | Heinrich Haussler (AUS)    | 39.                |
| 24                 | Ramūnas Navardauskas (LTU) | 100.               |
| 25                 | Domen Novak (SLO)          | 53.                |
| 26                 | Mark Padun (UKR)           | 48.                |
| 27                 | David Per (SLO)            | 119.               |

| BMC Racing Team BMC | BMC Racing Team BMC       | BMC Racing Team BMC |
| ------------------- | ------------------------- | ------------------- |
| Nr                  | Kolarz                    | Miejsce             |
| 31                  | Patrick Bevin (NZL)       | 46.                 |
| 32                  | Tom Bohli (SUI)           | 69.                 |
| 33                  | Brent Bookwalter (USA)    | 12.                 |
| 34                  | Jean-Pierre Drucker (LUX) | 52.                 |
| 35                  | Kilian Frankiny (SUI)     | 11.                 |
| 36                  | Nicolas Roche (IRL)       | 10.                 |
| 37                  | Danilo Wyss (SUI)         | 74.                 |

| Bora-Hansgrohe BOH | Bora-Hansgrohe BOH              | Bora-Hansgrohe BOH |
| ------------------ | ------------------------------- | ------------------ |
| Nr                 | Kolarz                          | Miejsce            |
| 41                 | Sam Bennett (IRL)               | 91.                |
| 42                 | Maciej Bodnar (POL)             | 104.               |
| 43                 | Jay McCarthy (AUS)              | 118.               |
| 44                 | Matteo Pelucchi (ITA)           | 121.               |
| 45                 | Lukas Pöstlberger (AUT) (szosa) | 23.                |
| 46                 | Juraj Sagan (SVK)               | 98.                |
| 47                 | Aleksejs Saramotins (LAT)       | 95.                |

| Quick-Step Floors QST | Quick-Step Floors QST     | Quick-Step Floors QST |
| --------------------- | ------------------------- | --------------------- |
| Nr                    | Kolarz                    | Miejsce               |
| 51                    | Tim Declercq (BEL)        | 27.                   |
| 52                    | Fernando Gaviria (COL)    | DNS-2                 |
| 53                    | Álvaro Hodeg (COL)        | 72.                   |
| 54                    | Iljo Keisse (BEL)         | 108.                  |
| 55                    | James Knox (GBR)          | 20.                   |
| 56                    | Maximiliano Richeze (ARG) | 102.                  |
| 57                    | Zdeněk Štybar (CZE)       | 54.                   |

| Katusha-Alpecin TKA | Katusha-Alpecin TKA      | Katusha-Alpecin TKA |
| ------------------- | ------------------------ | ------------------- |
| Nr                  | Kolarz                   | Miejsce             |
| 61                  | Maksim Bielkow (RUS)     | 93.                 |
| 62                  | Steff Cras (BEL)         | 47.                 |
| 63                  | Matteo Fabbro (ITA)      | 8.                  |
| 64                  | Nathan Haas (AUS)        | 3.                  |
| 66                  | Reto Hollenstein (SUI)   | 19.                 |
| 67                  | Mads Würtz Schmidt (DEN) | 124.                |

| Team Sunweb SUN | Team Sunweb SUN           | Team Sunweb SUN |
| --------------- | ------------------------- | --------------- |
| Nr              | Kolarz                    | Miejsce         |
| 71              | Nikias Arndt (GER)        | 31.             |
| 73              | Johannes Fröhlinger (GER) | 61.             |
| 74              | Laurens ten Dam (NED)     | 65.             |
| 75              | Mike Teunissen (NED)      | 13.             |
| 76              | Edward Theuns (BEL)       | 60.             |
| 77              | Louis Vervaeke (BEL)      | 67.             |

| Trek-Segafredo TFS | Trek-Segafredo TFS    | Trek-Segafredo TFS |
| ------------------ | --------------------- | ------------------ |
| Nr                 | Kolarz                | Miejsce            |
| 81                 | Koen de Kort (NED)    | 58.                |
| 82                 | John Degenkolb (GER)  | 68.                |
| 83                 | Fabio Felline (ITA)   | 5.                 |
| 84                 | Tsgabu Grmay (ETH)    | 43.                |
| 85                 | Ruben Guerreiro (POR) | 6.                 |
| 86                 | Kiel Reijnen (USA)    | 59.                |
| 87                 | Boy van Poppel (NED)  | 107.               |

| Burgos-BH BBH | Burgos-BH BBH         | Burgos-BH BBH |
| ------------- | --------------------- | ------------- |
| Nr            | Kolarz                | Miejsce       |
| 91            | Jetse Bol (NED)       | 63.           |
| 92            | Óscar Cabedo (ESP)    | 33.           |
| 93            | Jorge Cubero (ESP)    | 62.           |
| 94            | José Mendes (POR)     | 26.           |
| 95            | Diego Rubio (ESP)     | 99.           |
| 96            | Nícolas Sessler (BRA) | 84.           |
| 97            | James Mitri (NZL)     | 51.           |

| Caja Rural-Seguros RGA CJR | Caja Rural-Seguros RGA CJR | Caja Rural-Seguros RGA CJR |
| -------------------------- | -------------------------- | -------------------------- |
| Nr                         | Kolarz                     | Miejsce                    |
| 101                        | Sergio Pardilla (ESP)      | 24.                        |
| 102                        | Rafael Reis (POR)          | 57.                        |
| 103                        | Jon Irisarri (ESP)         | 96.                        |
| 104                        | Joaquim Silva (POR)        | 70.                        |
| 105                        | Gonzalo Serrano (ESP)      | 25.                        |
| 106                        | Fabricio Ferrari (URU)     | 21.                        |
| 107                        | Josu Zabala (ESP)          | 41.                        |

| CCC Sprandi Polkowice CCC | CCC Sprandi Polkowice CCC | CCC Sprandi Polkowice CCC |
| ------------------------- | ------------------------- | ------------------------- |
| Nr                        | Kolarz                    | Miejsce                   |
| 111                       | Amaro Antunes (POR)       | 38.                       |
| 112                       | Paweł Bernas (POL)        | 116.                      |
| 113                       | Kamil Gradek (POL)        | 94.                       |
| 114                       | Michał Paluta (POL)       | 88.                       |
| 115                       | Szymon Sajnok (POL)       | 92.                       |
| 116                       | Piotr Brożyna (POL)       | 30.                       |
| 117                       | Paweł Cieślik (POL)       | 44.                       |

| Delko-Marseille Provence-KTM DMP | Delko-Marseille Provence-KTM DMP | Delko-Marseille Provence-KTM DMP |
| -------------------------------- | -------------------------------- | -------------------------------- |
| Nr                               | Kolarz                           | Miejsce                          |
| 121                              | Delio Fernández (ESP)            | 7.                               |
| 122                              | Julien Trarieux (FRA)            | 42.                              |
| 123                              | Brenton Jones (AUS)              | 82.                              |
| 124                              | Nikołaj Michajłow (BUL)          | 134.                             |
| 125                              | Przemysław Kasperkiewicz (POL)   | 112.                             |
| 126                              | Javier Moreno (ESP)              | 50.                              |
| 127                              | Mauro Finetto (ITA)              | 9.                               |

| Euskadi-Murias EUS | Euskadi-Murias EUS           | Euskadi-Murias EUS |
| ------------------ | ---------------------------- | ------------------ |
| Nr                 | Kolarz                       | Miejsce            |
| 131                | Ander Barrenetxea (ESP)      | 129.               |
| 132                | Mikel Aristi (ESP)           | 76.                |
| 133                | Enrique Sanz (ESP)           | 90.                |
| 134                | Sergio Rodríguez Reche (ESP) | 122.               |
| 135                | Eduard Prades (ESP)          | 1.                 |
| 136                | Fernando Barceló (ESP)       | 103.               |
| 137                | Beñat Txoperena (ESP)        | 115.               |

| Gazprom-RusVelo GAZ | Gazprom-RusVelo GAZ      | Gazprom-RusVelo GAZ |
| ------------------- | ------------------------ | ------------------- |
| Nr                  | Kolarz                   | Miejsce             |
| 141                 | Iwan Rowny (RUS) (szosa) | 18.                 |
| 142                 | Igor Bojew (RUS)         | 86.                 |
| 143                 | Stiepan Kurjanow (RUS)   | 85.                 |
| 144                 | Dmitrij Kozonczuk (RUS)  | 66.                 |
| 145                 | Nikołaj Trusow (RUS)     | 71.                 |
| 146                 | Siergiej Szyłow (RUS)    | 37.                 |
| 147                 | Aleksandr Porsiew (RUS)  | 81.                 |

| Manzana Postobón MZN | Manzana Postobón MZN   | Manzana Postobón MZN |
| -------------------- | ---------------------- | -------------------- |
| Nr                   | Kolarz                 | Miejsce              |
| 151                  | Fabio Duarte (COL)     | 29.                  |
| 152                  | Yecid Sierra (COL)     | 111.                 |
| 153                  | Hernán Aguirre (COL)   | 14.                  |
| 154                  | Aldemar Reyes (COL)    | 123.                 |
| 155                  | Jhojan García (COL)    | 34.                  |
| 156                  | Ricardo Vilela (POR)   | 45.                  |
| 157                  | Fernando Orjuela (COL) | 16.                  |

| Sport Vlaanderen-Baloise SVB | Sport Vlaanderen-Baloise SVB | Sport Vlaanderen-Baloise SVB |
| ---------------------------- | ---------------------------- | ---------------------------- |
| Nr                           | Kolarz                       | Miejsce                      |
| 161                          | Aimé De Gendt (BEL)          | 55.                          |
| 162                          | Kevin Deltombe (BEL)         | 17.                          |
| 163                          | Christophe Noppe (BEL)       | 75.                          |
| 164                          | Thomas Sprengers (BEL)       | 15.                          |
| 165                          | Mathias Van Gompel (BEL)     | 28.                          |
| 166                          | Preben Van Hecke (BEL)       | 130.                         |
| 167                          | Kenneth Van Rooy (BEL)       | 80.                          |

| WB-Aqua Protect-Veranclassic WVA | WB-Aqua Protect-Veranclassic WVA | WB-Aqua Protect-Veranclassic WVA |
| -------------------------------- | -------------------------------- | -------------------------------- |
| Nr                               | Kolarz                           | Miejsce                          |
| 171                              | Christophe Masson (FRA)          | 40.                              |
| 172                              | Justin Jules (FRA)               | 56.                              |
| 173                              | Alex Kirsch (LUX)                | 97.                              |
| 174                              | Eliot Lietaer (BEL)              | 35.                              |
| 175                              | Julien Mortier (BEL)             | 87.                              |
| 176                              | Dimitri Peyskens (BEL)           | 22.                              |
| 177                              | Julien Stassen (BEL)             | 127.                             |

| Wilier Triestina-Selle Italia WIL | Wilier Triestina-Selle Italia WIL | Wilier Triestina-Selle Italia WIL |
| --------------------------------- | --------------------------------- | --------------------------------- |
| Nr                                | Kolarz                            | Miejsce                           |
| 181                               | Simone Bevilacqua (ITA)           | 128.                              |
| 182                               | Marco Coledan (ITA)               | 132.                              |
| 183                               | Luca Pacioni (ITA)                | 105.                              |
| 184                               | Liam Bertazzo (ITA)               | 117.                              |
| 185                               | Filippo Pozzato (ITA)             | 113.                              |
| 186                               | Massimo Rosa (ITA)                | 114.                              |
| 187                               | Eugert Zhupa (ALB)                | 126.                              |

| Turcja TUR | Turcja TUR          | Turcja TUR |
| ---------- | ------------------- | ---------- |
| Nr         | Kolarz              | Miejsce    |
| 191        | Ahmet Örken         | 79.        |
| 192        | Nazim Bakırcı       | 64.        |
| 193        | Muhammet Atalay     | 135.       |
| 194        | Onur Balkan (szosa) | 89.        |
| 195        | Ahmet Akdilek       | 120.       |
| 196        | Feritcan Şamlı      | 131.       |
| 197        | Mustafa Sayar       | 49.        |

## Wyniki etapów

### Etap 1
| Konya - Konya | górzysty | (149,7 km) |

| \| Klasyfikacja etapu \| Klasyfikacja etapu \| Klasyfikacja etapu \| Klasyfikacja etapu \| Klasyfikacja etapu \| \| Kolarz \| Kolarz \| Państwo \| Drużyna \| Czas \| \| ------------------ \| ------------------- \| ------------------ \| ----------------------------- \| ------------------ \| \| 1. \| Maximiliano Richeze \| Argentyna \| Quick-Step Floors \| 3h 29' 14" \| \| 2. \| Sam Bennett \| Irlandia \| Bora-Hansgrohe \| + 0" \| \| 3. \| Jean-Pierre Drucker \| Luksemburg \| BMC Racing Team \| + 0" \| \| 4. \| Álvaro Hodeg \| Kolumbia \| Quick-Step Floors \| + 0" \| \| 5. \| Brenton Jones \| Australia \| Delko-Marseille Provence-KTM \| + 0" \| \| 6. \| Simone Consonni \| Włochy \| UAE Team Emirates \| + 0" \| \| 7. \| Enrique Sanz \| Hiszpania \| Euskadi-Murias \| + 0" \| \| 8. \| Christophe Noppe \| Belgia \| Sport Vlaanderen-Baloise \| + 0" \| \| 9. \| Edward Theuns \| Belgia \| Team Sunweb \| + 0" \| \| 10. \| Luca Pacioni \| Włochy \| Wilier Triestina-Selle Italia \| + 0" \| |                     |            |                               |            |
| |                     |            |                               |            |
| |                     |            |                               |            |
| Klasyfikacja etapu |                     |            |                               |            |
| Kolarz | Kolarz              | Państwo    | Drużyna                       | Czas       |
| 1. | Maximiliano Richeze | Argentyna  | Quick-Step Floors             | 3h 29' 14" |
| 2. | Sam Bennett         | Irlandia   | Bora-Hansgrohe                | + 0"       |
| 3. | Jean-Pierre Drucker | Luksemburg | BMC Racing Team               | + 0"       |
| 4. | Álvaro Hodeg        | Kolumbia   | Quick-Step Floors             | + 0"       |
| 5. | Brenton Jones       | Australia  | Delko-Marseille Provence-KTM  | + 0"       |
| 6. | Simone Consonni     | Włochy     | UAE Team Emirates             | + 0"       |
| 7. | Enrique Sanz        | Hiszpania  | Euskadi-Murias                | + 0"       |
| 8. | Christophe Noppe    | Belgia     | Sport Vlaanderen-Baloise      | + 0"       |
| 9. | Edward Theuns       | Belgia     | Team Sunweb                   | + 0"       |
| 10. | Luca Pacioni        | Włochy     | Wilier Triestina-Selle Italia | + 0"       |

| \| Klasyfikacja generalna \| Klasyfikacja generalna \| Klasyfikacja generalna \| Klasyfikacja generalna \| Klasyfikacja generalna \| \| Kolarz \| Kolarz \| Państwo \| Drużyna \| Czas \| \| ---------------------- \| ---------------------- \| ---------------------- \| ---------------------------- \| ---------------------- \| \| 1. \| Maximiliano Richeze \| Argentyna \| Quick-Step Floors \| 3h 29' 04" \| \| 2. \| Sam Bennett \| Irlandia \| Bora-Hansgrohe \| + 4" \| \| 3. \| Jean-Pierre Drucker \| Luksemburg \| BMC Racing Team \| + 6" \| \| 4. \| Kenneth Van Rooy \| Belgia \| Sport Vlaanderen-Baloise \| + 7" \| \| 5. \| Beñat Txoperena \| Hiszpania \| Euskadi-Murias \| + 9" \| \| 6. \| Brenton Jones \| Australia \| Delko-Marseille Provence-KTM \| + 10" \| \| 7. \| Simone Consonni \| Włochy \| UAE Team Emirates \| + 10" \| \| 8. \| Enrique Sanz \| Hiszpania \| Euskadi-Murias \| + 10" \| \| 9. \| Christophe Noppe \| Belgia \| Sport Vlaanderen-Baloise \| + 10" \| \| 10. \| Edward Theuns \| Belgia \| Team Sunweb \| + 10" \| |                     |            |                              |            |
| |                     |            |                              |            |
| |                     |            |                              |            |
| Klasyfikacja generalna |                     |            |                              |            |
| Kolarz | Kolarz              | Państwo    | Drużyna                      | Czas       |
| 1. | Maximiliano Richeze | Argentyna  | Quick-Step Floors            | 3h 29' 04" |
| 2. | Sam Bennett         | Irlandia   | Bora-Hansgrohe               | + 4"       |
| 3. | Jean-Pierre Drucker | Luksemburg | BMC Racing Team              | + 6"       |
| 4. | Kenneth Van Rooy    | Belgia     | Sport Vlaanderen-Baloise     | + 7"       |
| 5. | Beñat Txoperena     | Hiszpania  | Euskadi-Murias               | + 9"       |
| 6. | Brenton Jones       | Australia  | Delko-Marseille Provence-KTM | + 10"      |
| 7. | Simone Consonni     | Włochy     | UAE Team Emirates            | + 10"      |
| 8. | Enrique Sanz        | Hiszpania  | Euskadi-Murias               | + 10"      |
| 9. | Christophe Noppe    | Belgia     | Sport Vlaanderen-Baloise     | + 10"      |
| 10. | Edward Theuns       | Belgia     | Team Sunweb                  | + 10"      |

### Etap 2
| Alanya - Antalya | płaski | (154,1 km) |

| \| Klasyfikacja etapu \| Klasyfikacja etapu \| Klasyfikacja etapu \| Klasyfikacja etapu \| Klasyfikacja etapu \| \| Kolarz \| Kolarz \| Państwo \| Drużyna \| Czas \| \| ------------------ \| ------------------- \| ------------------ \| ----------------------------- \| ------------------ \| \| 1. \| Sam Bennett \| Irlandia \| Bora-Hansgrohe \| 3h 24' 37" \| \| 2. \| Álvaro Hodeg \| Kolumbia \| Quick-Step Floors \| + 0" \| \| 3. \| Simone Consonni \| Włochy \| UAE Team Emirates \| + 0" \| \| 4. \| Jean-Pierre Drucker \| Luksemburg \| BMC Racing Team \| + 0" \| \| 5. \| Iván García Cortina \| Hiszpania \| Bahrain-Merida \| + 0" \| \| 6. \| Edward Theuns \| Belgia \| Team Sunweb \| + 0" \| \| 7. \| John Degenkolb \| Niemcy \| Trek-Segafredo \| + 0" \| \| 8. \| Enrique Sanz \| Hiszpania \| Euskadi-Murias \| + 0" \| \| 9. \| Luca Pacioni \| Włochy \| Wilier Triestina-Selle Italia \| + 0" \| \| 10. \| Aleksandr Porsiew \| Rosja \| Gazprom-RusVelo \| + 0" \| |                     |            |                               |            |
| |                     |            |                               |            |
| |                     |            |                               |            |
| Klasyfikacja etapu |                     |            |                               |            |
| Kolarz | Kolarz              | Państwo    | Drużyna                       | Czas       |
| 1. | Sam Bennett         | Irlandia   | Bora-Hansgrohe                | 3h 24' 37" |
| 2. | Álvaro Hodeg        | Kolumbia   | Quick-Step Floors             | + 0"       |
| 3. | Simone Consonni     | Włochy     | UAE Team Emirates             | + 0"       |
| 4. | Jean-Pierre Drucker | Luksemburg | BMC Racing Team               | + 0"       |
| 5. | Iván García Cortina | Hiszpania  | Bahrain-Merida                | + 0"       |
| 6. | Edward Theuns       | Belgia     | Team Sunweb                   | + 0"       |
| 7. | John Degenkolb      | Niemcy     | Trek-Segafredo                | + 0"       |
| 8. | Enrique Sanz        | Hiszpania  | Euskadi-Murias                | + 0"       |
| 9. | Luca Pacioni        | Włochy     | Wilier Triestina-Selle Italia | + 0"       |
| 10. | Aleksandr Porsiew   | Rosja      | Gazprom-RusVelo               | + 0"       |

| \| Klasyfikacja generalna \| Klasyfikacja generalna \| Klasyfikacja generalna \| Klasyfikacja generalna \| Klasyfikacja generalna \| \| Kolarz \| Kolarz \| Państwo \| Drużyna \| Czas \| \| ---------------------- \| ---------------------- \| ---------------------- \| ------------------------ \| ---------------------- \| \| 1. \| Sam Bennett \| Irlandia \| Bora-Hansgrohe \| 6h 53' 35" \| \| 2. \| Maximiliano Richeze \| Argentyna \| Quick-Step Floors \| + 6" \| \| 3. \| Jean-Pierre Drucker \| Luksemburg \| BMC Racing Team \| + 12" \| \| 4. \| Simone Consonni \| Włochy \| UAE Team Emirates \| + 12" \| \| 5. \| Kenneth Van Rooy \| Belgia \| Sport Vlaanderen-Baloise \| + 13" \| \| 6. \| Thomas Sprengers \| Belgia \| Sport Vlaanderen-Baloise \| + 13" \| \| 7. \| Josu Zabala \| Hiszpania \| Caja Rural-Seguros RGA \| + 14" \| \| 8. \| Beñat Txoperena \| Hiszpania \| Euskadi-Murias \| + 15" \| \| 9. \| Fernando Orjuela \| Kolumbia \| Manzana Postobón \| + 15" \| \| 10. \| Edward Theuns \| Belgia \| Team Sunweb \| + 16" \| |                     |            |                          |            |
| |                     |            |                          |            |
| |                     |            |                          |            |
| Klasyfikacja generalna |                     |            |                          |            |
| Kolarz | Kolarz              | Państwo    | Drużyna                  | Czas       |
| 1. | Sam Bennett         | Irlandia   | Bora-Hansgrohe           | 6h 53' 35" |
| 2. | Maximiliano Richeze | Argentyna  | Quick-Step Floors        | + 6"       |
| 3. | Jean-Pierre Drucker | Luksemburg | BMC Racing Team          | + 12"      |
| 4. | Simone Consonni     | Włochy     | UAE Team Emirates        | + 12"      |
| 5. | Kenneth Van Rooy    | Belgia     | Sport Vlaanderen-Baloise | + 13"      |
| 6. | Thomas Sprengers    | Belgia     | Sport Vlaanderen-Baloise | + 13"      |
| 7. | Josu Zabala         | Hiszpania  | Caja Rural-Seguros RGA   | + 14"      |
| 8. | Beñat Txoperena     | Hiszpania  | Euskadi-Murias           | + 15"      |
| 9. | Fernando Orjuela    | Kolumbia   | Manzana Postobón         | + 15"      |
| 10. | Edward Theuns       | Belgia     | Team Sunweb              | + 16"      |

### Etap 3
| Fethiye - Marmaris | górski | (137 km) |

| \| Klasyfikacja etapu \| Klasyfikacja etapu \| Klasyfikacja etapu \| Klasyfikacja etapu \| Klasyfikacja etapu \| \| Kolarz \| Kolarz \| Państwo \| Drużyna \| Czas \| \| ------------------ \| ------------------------ \| ------------------ \| ---------------------------- \| ------------------ \| \| 1. \| Sam Bennett \| Irlandia \| Bora-Hansgrohe \| 3h 16' 27" \| \| 2. \| Maximiliano Richeze \| Argentyna \| Quick-Step Floors \| + 0" \| \| 3. \| John Degenkolb \| Niemcy \| Trek-Segafredo \| + 0" \| \| 4. \| Patrick Bevin \| Nowa Zelandia \| BMC Racing Team \| + 0" \| \| 5. \| Ahmet Örken \| Turcja \| Turcja \| + 0" \| \| 6. \| Iván García Cortina \| Hiszpania \| Bahrain-Merida \| + 26" \| \| 7. \| Aleksiej Łucenko \| Kazachstan \| Astana \| + 26" \| \| 8. \| Nathan Haas \| Australia \| Katusha-Alpecin \| + 26" \| \| 9. \| Przemysław Kasperkiewicz \| Polska \| Delko-Marseille Provence-KTM \| + 26" \| \| 10. \| Mikel Aristi \| Hiszpania \| Euskadi-Murias \| + 26" \| |                          |               |                              |            |
| |                          |               |                              |            |
| |                          |               |                              |            |
| Klasyfikacja etapu |                          |               |                              |            |
| Kolarz | Kolarz                   | Państwo       | Drużyna                      | Czas       |
| 1. | Sam Bennett              | Irlandia      | Bora-Hansgrohe               | 3h 16' 27" |
| 2. | Maximiliano Richeze      | Argentyna     | Quick-Step Floors            | + 0"       |
| 3. | John Degenkolb           | Niemcy        | Trek-Segafredo               | + 0"       |
| 4. | Patrick Bevin            | Nowa Zelandia | BMC Racing Team              | + 0"       |
| 5. | Ahmet Örken              | Turcja        | Turcja                       | + 0"       |
| 6. | Iván García Cortina      | Hiszpania     | Bahrain-Merida               | + 26"      |
| 7. | Aleksiej Łucenko         | Kazachstan    | Astana                       | + 26"      |
| 8. | Nathan Haas              | Australia     | Katusha-Alpecin              | + 26"      |
| 9. | Przemysław Kasperkiewicz | Polska        | Delko-Marseille Provence-KTM | + 26"      |
| 10. | Mikel Aristi             | Hiszpania     | Euskadi-Murias               | + 26"      |

| \| Klasyfikacja generalna \| Klasyfikacja generalna \| Klasyfikacja generalna \| Klasyfikacja generalna \| Klasyfikacja generalna \| \| Kolarz \| Kolarz \| Państwo \| Drużyna \| Czas \| \| ---------------------- \| ---------------------- \| ---------------------- \| ------------------------ \| ---------------------- \| \| 1. \| Sam Bennett \| Irlandia \| Bora-Hansgrohe \| 10h 09' 52" \| \| 2. \| Maximiliano Richeze \| Argentyna \| Quick-Step Floors \| + 10" \| \| 3. \| John Degenkolb \| Niemcy \| Trek-Segafredo \| + 22" \| \| 4. \| Jean-Pierre Drucker \| Luksemburg \| BMC Racing Team \| + 22" \| \| 5. \| Thomas Sprengers \| Belgia \| Sport Vlaanderen-Baloise \| + 23" \| \| 6. \| Josu Zabala \| Hiszpania \| Caja Rural-Seguros RGA \| + 24" \| \| 7. \| Fernando Orjuela \| Kolumbia \| Manzana Postobón \| + 25" \| \| 8. \| Iván García Cortina \| Hiszpania \| Bahrain-Merida \| + 26" \| \| 9. \| Nathan Haas \| Australia \| Katusha-Alpecin \| + 26" \| \| 10. \| Eduard Prades \| Hiszpania \| Euskadi-Murias \| + 26" \| |                     |            |                          |             |
| |                     |            |                          |             |
| |                     |            |                          |             |
| Klasyfikacja generalna |                     |            |                          |             |
| Kolarz | Kolarz              | Państwo    | Drużyna                  | Czas        |
| 1. | Sam Bennett         | Irlandia   | Bora-Hansgrohe           | 10h 09' 52" |
| 2. | Maximiliano Richeze | Argentyna  | Quick-Step Floors        | + 10"       |
| 3. | John Degenkolb      | Niemcy     | Trek-Segafredo           | + 22"       |
| 4. | Jean-Pierre Drucker | Luksemburg | BMC Racing Team          | + 22"       |
| 5. | Thomas Sprengers    | Belgia     | Sport Vlaanderen-Baloise | + 23"       |
| 6. | Josu Zabala         | Hiszpania  | Caja Rural-Seguros RGA   | + 24"       |
| 7. | Fernando Orjuela    | Kolumbia   | Manzana Postobón         | + 25"       |
| 8. | Iván García Cortina | Hiszpania  | Bahrain-Merida           | + 26"       |
| 9. | Nathan Haas         | Australia  | Katusha-Alpecin          | + 26"       |
| 10. | Eduard Prades       | Hiszpania  | Euskadi-Murias           | + 26"       |

### Etap 4
| Marmaris - Selçuk | górski | (206,7 km) |

| \| Klasyfikacja etapu \| Klasyfikacja etapu \| Klasyfikacja etapu \| Klasyfikacja etapu \| Klasyfikacja etapu \| \| Kolarz \| Kolarz \| Państwo \| Drużyna \| Czas \| \| ------------------ \| ------------------ \| ------------------ \| ---------------------------- \| ------------------ \| \| 1. \| Aleksiej Łucenko \| Kazachstan \| Astana \| 5h 24' 22" \| \| 2. \| Diego Ulissi \| Włochy \| UAE Team Emirates \| + 0" \| \| 3. \| Eduard Prades \| Hiszpania \| Euskadi-Murias \| + 0" \| \| 4. \| James Knox \| Wielka Brytania \| Quick-Step Floors \| + 0" \| \| 5. \| Nicolas Roche \| Irlandia \| BMC Racing Team \| + 0" \| \| 6. \| Ruben Guerreiro \| Portugalia \| Trek-Segafredo \| + 0" \| \| 7. \| Mauro Finetto \| Włochy \| Delko-Marseille Provence-KTM \| + 0" \| \| 8. \| Delio Fernández \| Hiszpania \| Delko-Marseille Provence-KTM \| + 0" \| \| 9. \| Matteo Fabbro \| Włochy \| Katusha-Alpecin \| + 0" \| \| 10. \| Kilian Frankiny \| Szwajcaria \| BMC Racing Team \| + 0" \| |                  |                 |                              |            |
| |                  |                 |                              |            |
| |                  |                 |                              |            |
| Klasyfikacja etapu |                  |                 |                              |            |
| Kolarz | Kolarz           | Państwo         | Drużyna                      | Czas       |
| 1. | Aleksiej Łucenko | Kazachstan      | Astana                       | 5h 24' 22" |
| 2. | Diego Ulissi     | Włochy          | UAE Team Emirates            | + 0"       |
| 3. | Eduard Prades    | Hiszpania       | Euskadi-Murias               | + 0"       |
| 4. | James Knox       | Wielka Brytania | Quick-Step Floors            | + 0"       |
| 5. | Nicolas Roche    | Irlandia        | BMC Racing Team              | + 0"       |
| 6. | Ruben Guerreiro  | Portugalia      | Trek-Segafredo               | + 0"       |
| 7. | Mauro Finetto    | Włochy          | Delko-Marseille Provence-KTM | + 0"       |
| 8. | Delio Fernández  | Hiszpania       | Delko-Marseille Provence-KTM | + 0"       |
| 9. | Matteo Fabbro    | Włochy          | Katusha-Alpecin              | + 0"       |
| 10. | Kilian Frankiny  | Szwajcaria      | BMC Racing Team              | + 0"       |

| \| Klasyfikacja generalna \| Klasyfikacja generalna \| Klasyfikacja generalna \| Klasyfikacja generalna \| Klasyfikacja generalna \| \| Kolarz \| Kolarz \| Państwo \| Drużyna \| Czas \| \| ---------------------- \| ---------------------- \| ---------------------- \| ---------------------------- \| ---------------------- \| \| 1. \| Aleksiej Łucenko \| Kazachstan \| Astana \| 15h 34' 30" \| \| 2. \| Diego Ulissi \| Włochy \| UAE Team Emirates \| + 4" \| \| 3. \| Eduard Prades \| Hiszpania \| Euskadi-Murias \| + 6" \| \| 4. \| Nathan Haas \| Australia \| Katusha-Alpecin \| + 10" \| \| 5. \| Ruben Guerreiro \| Portugalia \| Trek-Segafredo \| + 10" \| \| 6. \| Delio Fernández \| Hiszpania \| Delko-Marseille Provence-KTM \| + 10" \| \| 7. \| Fabio Felline \| Włochy \| Trek-Segafredo \| + 10" \| \| 8. \| Mauro Finetto \| Włochy \| Delko-Marseille Provence-KTM \| + 10" \| \| 9. \| Matteo Fabbro \| Włochy \| Katusha-Alpecin \| + 10" \| \| 10. \| Nicolas Roche \| Irlandia \| BMC Racing Team \| + 10" \| |                  |            |                              |             |
| |                  |            |                              |             |
| |                  |            |                              |             |
| Klasyfikacja generalna |                  |            |                              |             |
| Kolarz | Kolarz           | Państwo    | Drużyna                      | Czas        |
| 1. | Aleksiej Łucenko | Kazachstan | Astana                       | 15h 34' 30" |
| 2. | Diego Ulissi     | Włochy     | UAE Team Emirates            | + 4"        |
| 3. | Eduard Prades    | Hiszpania  | Euskadi-Murias               | + 6"        |
| 4. | Nathan Haas      | Australia  | Katusha-Alpecin              | + 10"       |
| 5. | Ruben Guerreiro  | Portugalia | Trek-Segafredo               | + 10"       |
| 6. | Delio Fernández  | Hiszpania  | Delko-Marseille Provence-KTM | + 10"       |
| 7. | Fabio Felline    | Włochy     | Trek-Segafredo               | + 10"       |
| 8. | Mauro Finetto    | Włochy     | Delko-Marseille Provence-KTM | + 10"       |
| 9. | Matteo Fabbro    | Włochy     | Katusha-Alpecin              | + 10"       |
| 10. | Nicolas Roche    | Irlandia   | BMC Racing Team              | + 10"       |

### Etap 5
| Selçuk - Manisa | górzysty | (136,5 km) |

| \| Klasyfikacja etapu \| Klasyfikacja etapu \| Klasyfikacja etapu \| Klasyfikacja etapu \| Klasyfikacja etapu \| \| Kolarz \| Kolarz \| Państwo \| Drużyna \| Czas \| \| ------------------ \| ------------------- \| ------------------ \| ------------------------ \| ------------------ \| \| 1. \| Álvaro Hodeg \| Kolumbia \| Quick-Step Floors \| 3h 15' 12" \| \| 2. \| John Degenkolb \| Niemcy \| Trek-Segafredo \| + 0" \| \| 3. \| Nathan Haas \| Australia \| Katusha-Alpecin \| + 0" \| \| 4. \| Sam Bennett \| Irlandia \| Bora-Hansgrohe \| + 0" \| \| 5. \| Christophe Noppe \| Belgia \| Sport Vlaanderen-Baloise \| + 0" \| \| 6. \| Edward Theuns \| Belgia \| Team Sunweb \| + 0" \| \| 7. \| Szymon Sajnok \| Polska \| CCC Sprandi Polkowice \| + 0" \| \| 8. \| Maximiliano Richeze \| Argentyna \| Quick-Step Floors \| + 0" \| \| 9. \| Aleksandr Porsiew \| Rosja \| Gazprom-RusVelo \| + 0" \| \| 10. \| Simone Consonni \| Włochy \| UAE Team Emirates \| + 0" \| |                     |           |                          |            |
| |                     |           |                          |            |
| |                     |           |                          |            |
| Klasyfikacja etapu |                     |           |                          |            |
| Kolarz | Kolarz              | Państwo   | Drużyna                  | Czas       |
| 1. | Álvaro Hodeg        | Kolumbia  | Quick-Step Floors        | 3h 15' 12" |
| 2. | John Degenkolb      | Niemcy    | Trek-Segafredo           | + 0"       |
| 3. | Nathan Haas         | Australia | Katusha-Alpecin          | + 0"       |
| 4. | Sam Bennett         | Irlandia  | Bora-Hansgrohe           | + 0"       |
| 5. | Christophe Noppe    | Belgia    | Sport Vlaanderen-Baloise | + 0"       |
| 6. | Edward Theuns       | Belgia    | Team Sunweb              | + 0"       |
| 7. | Szymon Sajnok       | Polska    | CCC Sprandi Polkowice    | + 0"       |
| 8. | Maximiliano Richeze | Argentyna | Quick-Step Floors        | + 0"       |
| 9. | Aleksandr Porsiew   | Rosja     | Gazprom-RusVelo          | + 0"       |
| 10. | Simone Consonni     | Włochy    | UAE Team Emirates        | + 0"       |

| \| Klasyfikacja generalna \| Klasyfikacja generalna \| Klasyfikacja generalna \| Klasyfikacja generalna \| Klasyfikacja generalna \| \| Kolarz \| Kolarz \| Państwo \| Drużyna \| Czas \| \| ---------------------- \| ---------------------- \| ---------------------- \| ---------------------------- \| ---------------------- \| \| 1. \| Aleksiej Łucenko \| Kazachstan \| Astana \| 18h 49' 42" \| \| 2. \| Nathan Haas \| Australia \| Katusha-Alpecin \| + 4" \| \| 3. \| Diego Ulissi \| Włochy \| UAE Team Emirates \| + 4" \| \| 4. \| Eduard Prades \| Hiszpania \| Euskadi-Murias \| + 6" \| \| 5. \| Fabio Felline \| Włochy \| Trek-Segafredo \| + 9" \| \| 6. \| Ruben Guerreiro \| Portugalia \| Trek-Segafredo \| + 10" \| \| 7. \| Delio Fernández \| Hiszpania \| Delko-Marseille Provence-KTM \| + 10" \| \| 8. \| Matteo Fabbro \| Włochy \| Katusha-Alpecin \| + 10" \| \| 9. \| Mauro Finetto \| Włochy \| Delko-Marseille Provence-KTM \| + 10" \| \| 10. \| Nicolas Roche \| Irlandia \| BMC Racing Team \| + 10" \| |                  |            |                              |             |
| |                  |            |                              |             |
| |                  |            |                              |             |
| Klasyfikacja generalna |                  |            |                              |             |
| Kolarz | Kolarz           | Państwo    | Drużyna                      | Czas        |
| 1. | Aleksiej Łucenko | Kazachstan | Astana                       | 18h 49' 42" |
| 2. | Nathan Haas      | Australia  | Katusha-Alpecin              | + 4"        |
| 3. | Diego Ulissi     | Włochy     | UAE Team Emirates            | + 4"        |
| 4. | Eduard Prades    | Hiszpania  | Euskadi-Murias               | + 6"        |
| 5. | Fabio Felline    | Włochy     | Trek-Segafredo               | + 9"        |
| 6. | Ruben Guerreiro  | Portugalia | Trek-Segafredo               | + 10"       |
| 7. | Delio Fernández  | Hiszpania  | Delko-Marseille Provence-KTM | + 10"       |
| 8. | Matteo Fabbro    | Włochy     | Katusha-Alpecin              | + 10"       |
| 9. | Mauro Finetto    | Włochy     | Delko-Marseille Provence-KTM | + 10"       |
| 10. | Nicolas Roche    | Irlandia   | BMC Racing Team              | + 10"       |

### Etap 6
| Bursa - Stambuł | płaski | (166 km) |

| \| Klasyfikacja etapu \| Klasyfikacja etapu \| Klasyfikacja etapu \| Klasyfikacja etapu \| Klasyfikacja etapu \| \| Kolarz \| Kolarz \| Państwo \| Drużyna \| Czas \| \| ------------------ \| ------------------- \| ------------------ \| --------------------- \| ------------------ \| \| 1. \| Sam Bennett \| Irlandia \| Bora-Hansgrohe \| 3h 36' 28" \| \| 2. \| Eduard Prades \| Hiszpania \| Euskadi-Murias \| + 6" \| \| 3. \| Jean-Pierre Drucker \| Luksemburg \| BMC Racing Team \| + 6" \| \| 4. \| Mike Teunissen \| Holandia \| Team Sunweb \| + 6" \| \| 5. \| Szymon Sajnok \| Polska \| CCC Sprandi Polkowice \| + 6" \| \| 6. \| Edward Theuns \| Belgia \| Team Sunweb \| + 0" \| \| 8. \| Maximiliano Richeze \| Argentyna \| Quick-Step Floors \| + 0" \| \| 9. \| Aleksandr Porsiew \| Rosja \| Gazprom-RusVelo \| + 0" \| \| 10. \| Simone Consonni \| Włochy \| UAE Team Emirates \| + 0" \| |                     |            |                       |            |
| |                     |            |                       |            |
| |                     |            |                       |            |
| Klasyfikacja etapu |                     |            |                       |            |
| Kolarz | Kolarz              | Państwo    | Drużyna               | Czas       |
| 1. | Sam Bennett         | Irlandia   | Bora-Hansgrohe        | 3h 36' 28" |
| 2. | Eduard Prades       | Hiszpania  | Euskadi-Murias        | + 6"       |
| 3. | Jean-Pierre Drucker | Luksemburg | BMC Racing Team       | + 6"       |
| 4. | Mike Teunissen      | Holandia   | Team Sunweb           | + 6"       |
| 5. | Szymon Sajnok       | Polska     | CCC Sprandi Polkowice | + 6"       |
| 6. | Edward Theuns       | Belgia     | Team Sunweb           | + 0"       |
| 8. | Maximiliano Richeze | Argentyna  | Quick-Step Floors     | + 0"       |
| 9. | Aleksandr Porsiew   | Rosja      | Gazprom-RusVelo       | + 0"       |
| 10. | Simone Consonni     | Włochy     | UAE Team Emirates     | + 0"       |

## Klasyfikacje

### Klasyfikacja generalna
| \| Klasyfikacja generalna \| Klasyfikacja generalna \| Klasyfikacja generalna \| Klasyfikacja generalna \| Klasyfikacja generalna \| \| Kolarz \| Kolarz \| Państwo \| Drużyna \| Czas \| \| ---------------------- \| ---------------------- \| ---------------------- \| ---------------------------- \| ---------------------- \| \| 1. \| Eduard Prades \| Hiszpania \| Euskadi-Murias \| 22h 26' 16" \| \| 2. \| Aleksiej Łucenko \| Kazachstan \| Astana \| + 0" \| \| 3. \| Nathan Haas \| Australia \| Katusha-Alpecin \| + 4" \| \| 4. \| Diego Ulissi \| Włochy \| UAE Team Emirates \| + 4" \| \| 5. \| Fabio Felline \| Włochy \| Trek-Segafredo \| + 9" \| \| 6. \| Ruben Guerreiro \| Portugalia \| Trek-Segafredo \| + 10" \| \| 7. \| Delio Fernández \| Hiszpania \| Delko-Marseille Provence-KTM \| + 10" \| \| 8. \| Matteo Fabbro \| Włochy \| Katusha-Alpecin \| + 10" \| \| 9. \| Mauro Finetto \| Włochy \| Delko-Marseille Provence-KTM \| + 10" \| \| 10. \| Nicolas Roche \| Irlandia \| BMC Racing Team \| + 10" \| |                  |            |                              |             |
| |                  |            |                              |             |
| Źródło: ProCyclingStats |                  |            |                              |             |
| Klasyfikacja generalna |                  |            |                              |             |
| Kolarz | Kolarz           | Państwo    | Drużyna                      | Czas        |
| 1. | Eduard Prades    | Hiszpania  | Euskadi-Murias               | 22h 26' 16" |
| 2. | Aleksiej Łucenko | Kazachstan | Astana                       | + 0"        |
| 3. | Nathan Haas      | Australia  | Katusha-Alpecin              | + 4"        |
| 4. | Diego Ulissi     | Włochy     | UAE Team Emirates            | + 4"        |
| 5. | Fabio Felline    | Włochy     | Trek-Segafredo               | + 9"        |
| 6. | Ruben Guerreiro  | Portugalia | Trek-Segafredo               | + 10"       |
| 7. | Delio Fernández  | Hiszpania  | Delko-Marseille Provence-KTM | + 10"       |
| 8. | Matteo Fabbro    | Włochy     | Katusha-Alpecin              | + 10"       |
| 9. | Mauro Finetto    | Włochy     | Delko-Marseille Provence-KTM | + 10"       |
| 10. | Nicolas Roche    | Irlandia   | BMC Racing Team              | + 10"       |

| Klasyfikacja punktowa | Klasyfikacja punktowa | Klasyfikacja punktowa | Klasyfikacja punktowa | Klasyfikacja punktowa |
| Kolarz                | Kolarz                | Państwo               | Drużyna               | Punkty                |
| --------------------- | --------------------- | --------------------- | --------------------- | --------------------- |
| 1.                    | Sam Bennett           | Irlandia              | Bora-Hansgrohe        | 71 pkt                |
| 2.                    | Álvaro Hodeg          | Kolumbia              | Quick-Step Floors     | 41 pkt                |
| 3.                    | Jean-Pierre Drucker   | Luksemburg            | BMC Racing Team       | 38 pkt                |
| 4.                    | Maximiliano Richeze   | Argentyna             | Quick-Step Floors     | 37 pkt                |
| 5.                    | Nathan Haas           | Australia             | Katusha-Alpecin       | 37 pkt                |
| 6.                    | John Degenkolb        | Niemcy                | Trek-Segafredo        | 36 pkt                |
| 7.                    | Simone Consonni       | Włochy                | UAE Team Emirates     | 29 pkt                |
| 8.                    | Eduard Prades         | Hiszpania             | Euskadi-Murias        | 28 pkt                |
| 9.                    | Aleksiej Łucenko      | Kazachstan            | Astana                | 27 pkt                |
| 10.                   | Edward Theuns         | Belgia                | Team Sunweb           | 27 pkt                |

| Klasyfikacja punktowa | Klasyfikacja punktowa | Klasyfikacja punktowa | Klasyfikacja punktowa | Klasyfikacja punktowa |
| Kolarz                | Kolarz                | Państwo               | Drużyna               | Punkty                |
| --------------------- | --------------------- | --------------------- | --------------------- | --------------------- |
| 1.                    | Sam Bennett           | Irlandia              | Bora-Hansgrohe        | 71 pkt                |
| 2.                    | Álvaro Hodeg          | Kolumbia              | Quick-Step Floors     | 41 pkt                |
| 3.                    | Jean-Pierre Drucker   | Luksemburg            | BMC Racing Team       | 38 pkt                |
| 4.                    | Maximiliano Richeze   | Argentyna             | Quick-Step Floors     | 37 pkt                |
| 5.                    | Nathan Haas           | Australia             | Katusha-Alpecin       | 37 pkt                |
| 6.                    | John Degenkolb        | Niemcy                | Trek-Segafredo        | 36 pkt                |
| 7.                    | Simone Consonni       | Włochy                | UAE Team Emirates     | 29 pkt                |
| 8.                    | Eduard Prades         | Hiszpania             | Euskadi-Murias        | 28 pkt                |
| 9.                    | Aleksiej Łucenko      | Kazachstan            | Astana                | 27 pkt                |
| 10.                   | Edward Theuns         | Belgia                | Team Sunweb           | 27 pkt                |

| Klasyfikacja sprinterska | Klasyfikacja sprinterska | Klasyfikacja sprinterska | Klasyfikacja sprinterska | Klasyfikacja sprinterska |
| Kolarz                   | Kolarz                   | Państwo                  | Drużyna                  | Punkty                   |
| ------------------------ | ------------------------ | ------------------------ | ------------------------ | ------------------------ |
| 1.                       | Onur Balkan              | Turcja                   | Torku Şekerspor          | 15 pkt                   |
| 2.                       | Paweł Cieślik            | Polska                   | CCC Sprandi Polkowice    | 5 pkt                    |
| 3.                       | Iljo Keisse              | Belgia                   | Quick-Step Floors        | 5 pkt                    |
| 4.                       | Muhammet Atalay          | Turcja                   | Torku Şekerspor          | 5 pkt                    |
| 5.                       | Thomas Sprengers         | Belgia                   | Sport Vlaanderen-Baloise | 3 pkt                    |
| 6.                       | Aimé De Gendt            | Belgia                   | Sport Vlaanderen-Baloise | 3 pkt                    |
| 7.                       | Álvaro Hodeg             | Kolumbia                 | Quick-Step Floors        | 3 pkt                    |
| 8.                       | Beñat Txoperena          | Hiszpania                | Euskadi-Murias           | 3 pkt                    |
| 9.                       | Preben Van Hecke         | Belgia                   | Sport Vlaanderen-Baloise | 3 pkt                    |
| 10.                      | Feritcan Şamlı           | Turcja                   | Torku Şekerspor          | 3 pkt                    |

| Klasyfikacja sprinterska | Klasyfikacja sprinterska | Klasyfikacja sprinterska | Klasyfikacja sprinterska | Klasyfikacja sprinterska |
| Kolarz                   | Kolarz                   | Państwo                  | Drużyna                  | Punkty                   |
| ------------------------ | ------------------------ | ------------------------ | ------------------------ | ------------------------ |
| 1.                       | Onur Balkan              | Turcja                   | Torku Şekerspor          | 15 pkt                   |
| 2.                       | Paweł Cieślik            | Polska                   | CCC Sprandi Polkowice    | 5 pkt                    |
| 3.                       | Iljo Keisse              | Belgia                   | Quick-Step Floors        | 5 pkt                    |
| 4.                       | Muhammet Atalay          | Turcja                   | Torku Şekerspor          | 5 pkt                    |
| 5.                       | Thomas Sprengers         | Belgia                   | Sport Vlaanderen-Baloise | 3 pkt                    |
| 6.                       | Aimé De Gendt            | Belgia                   | Sport Vlaanderen-Baloise | 3 pkt                    |
| 7.                       | Álvaro Hodeg             | Kolumbia                 | Quick-Step Floors        | 3 pkt                    |
| 8.                       | Beñat Txoperena          | Hiszpania                | Euskadi-Murias           | 3 pkt                    |
| 9.                       | Preben Van Hecke         | Belgia                   | Sport Vlaanderen-Baloise | 3 pkt                    |
| 10.                      | Feritcan Şamlı           | Turcja                   | Torku Şekerspor          | 3 pkt                    |

| Klasyfikacja górska | Klasyfikacja górska | Klasyfikacja górska | Klasyfikacja górska      | Klasyfikacja górska |
| Kolarz              | Kolarz              | Państwo             | Drużyna                  | Punkty              |
| ------------------- | ------------------- | ------------------- | ------------------------ | ------------------- |
| 1.                  | Grega Bole          | Słowenia            | Bahrain-Merida           | 16 pkt              |
| 2.                  | Aldemar Reyes       | Kolumbia            | Manzana Postobón         | 16 pkt              |
| 3.                  | Beñat Txoperena     | Hiszpania           | Euskadi-Murias           | 11 pkt              |
| 4.                  | Kenneth Van Rooy    | Belgia              | Sport Vlaanderen-Baloise | 6 pkt               |
| 5.                  | Aleksiej Łucenko    | Kazachstan          | Astana                   | 5 pkt               |
| 6.                  | Yecid Sierra        | Kolumbia            | Manzana Postobón         | 5 pkt               |
| 7.                  | Feritcan Şamlı      | Turcja              | Turcja                   | 5 pkt               |
| 8.                  | Diego Rubio         | Hiszpania           | Burgos-BH                | 4 pkt               |
| 9.                  | Aimé De Gendt       | Belgia              | Sport Vlaanderen-Baloise | 3 pkt               |
| 10.                 | Diego Ulissi        | Włochy              | UAE Team Emirates        | 3 pkt               |

| Klasyfikacja górska | Klasyfikacja górska | Klasyfikacja górska | Klasyfikacja górska      | Klasyfikacja górska |
| Kolarz              | Kolarz              | Państwo             | Drużyna                  | Punkty              |
| ------------------- | ------------------- | ------------------- | ------------------------ | ------------------- |
| 1.                  | Grega Bole          | Słowenia            | Bahrain-Merida           | 16 pkt              |
| 2.                  | Aldemar Reyes       | Kolumbia            | Manzana Postobón         | 16 pkt              |
| 3.                  | Beñat Txoperena     | Hiszpania           | Euskadi-Murias           | 11 pkt              |
| 4.                  | Kenneth Van Rooy    | Belgia              | Sport Vlaanderen-Baloise | 6 pkt               |
| 5.                  | Aleksiej Łucenko    | Kazachstan          | Astana                   | 5 pkt               |
| 6.                  | Yecid Sierra        | Kolumbia            | Manzana Postobón         | 5 pkt               |
| 7.                  | Feritcan Şamlı      | Turcja              | Turcja                   | 5 pkt               |
| 8.                  | Diego Rubio         | Hiszpania           | Burgos-BH                | 4 pkt               |
| 9.                  | Aimé De Gendt       | Belgia              | Sport Vlaanderen-Baloise | 3 pkt               |
| 10.                 | Diego Ulissi        | Włochy              | UAE Team Emirates        | 3 pkt               |

| Klasyfikacja drużynowa | Klasyfikacja drużynowa       | Klasyfikacja drużynowa | Klasyfikacja drużynowa |
| Drużyna                | Drużyna                      | Państwo                | Czas                   |
| ---------------------- | ---------------------------- | ---------------------- | ---------------------- |
| 1.                     | BMC Racing Team              | Stany Zjednoczone      | 67h 19' 18"            |
| 2.                     | Katusha-Alpecin              | Szwajcaria             | + 23"                  |
| 3.                     | Trek-Segafredo               | Stany Zjednoczone      | + 45"                  |
| 4.                     | Manzana Postobón             | Kolumbia               | + 1' 01"               |
| 5.                     | Sport Vlaanderen-Baloise     | Belgia                 | + 1' 30"               |
| 6.                     | Caja Rural-Seguros RGA       | Hiszpania              | + 1' 39"               |
| 7.                     | Delko-Marseille Provence-KTM | Francja                | + 1' 51"               |
| 8.                     | Burgos-BH                    | Hiszpania              | + 4' 27"               |
| 9.                     | WB-Aqua Protect-Veranclassic | Belgia                 | + 4' 37"               |
| 10.                    | Team Sunweb                  | Niemcy                 | + 4' 46"               |

| Klasyfikacja drużynowa | Klasyfikacja drużynowa       | Klasyfikacja drużynowa | Klasyfikacja drużynowa |
| Drużyna                | Drużyna                      | Państwo                | Czas                   |
| ---------------------- | ---------------------------- | ---------------------- | ---------------------- |
| 1.                     | BMC Racing Team              | Stany Zjednoczone      | 67h 19' 18"            |
| 2.                     | Katusha-Alpecin              | Szwajcaria             | + 23"                  |
| 3.                     | Trek-Segafredo               | Stany Zjednoczone      | + 45"                  |
| 4.                     | Manzana Postobón             | Kolumbia               | + 1' 01"               |
| 5.                     | Sport Vlaanderen-Baloise     | Belgia                 | + 1' 30"               |
| 6.                     | Caja Rural-Seguros RGA       | Hiszpania              | + 1' 39"               |
| 7.                     | Delko-Marseille Provence-KTM | Francja                | + 1' 51"               |
| 8.                     | Burgos-BH                    | Hiszpania              | + 4' 27"               |
| 9.                     | WB-Aqua Protect-Veranclassic | Belgia                 | + 4' 37"               |
| 10.                    | Team Sunweb                  | Niemcy                 | + 4' 46"               |

### Liderzy klasyfikacji
| Etap   |          | Pierwsze miejsce _  | Klasyfikacja generalna | Punktowa            | Górska          | Sprinterska | Drużynowa _              |
| ------ | -------- | ------------------- | ---------------------- | ------------------- | --------------- | ----------- | ------------------------ |
| 1      | górzysty | Maximiliano Richeze | Maximiliano Richeze    | Maximiliano Richeze | Beñat Txoperena | Onur Balkan | Quick-Step Floors        |
| 2      | płaski   | Sam Bennett         | Sam Bennett            | Sam Bennett         | Beñat Txoperena | Onur Balkan | Sport Vlaanderen-Baloise |
| 3      | górski   | Sam Bennett         | Sam Bennett            | Sam Bennett         | Beñat Txoperena | Onur Balkan | Sport Vlaanderen-Baloise |
| 4      | górski   | Aleksiej Łucenko    | Aleksiej Łucenko       | Sam Bennett         | Aldemar Reyes   | Onur Balkan | BMC Racing Team          |
| 5      | górzysty | Álvaro Hodeg        | Aleksiej Łucenko       | Sam Bennett         | Aldemar Reyes   | Onur Balkan | BMC Racing Team          |
| 6      | płaski   | Sam Bennett         | Eduard Prades          | Sam Bennett         | Grega Bole      | Onur Balkan | BMC Racing Team          |
| Koniec | Koniec   |                     | Eduard Prades          | Sam Bennett         | Grega Bole      | Onur Balkan | BMC Racing Team          |